# Demony da Vinci
Demony da Vinci (ang. Da Vinci Demons) – amerykański serial obyczajowy z elementami historycznymi, przygody i historical fantasy, stworzony przez Davida S. Goyera, emitowany przez stację Starz od 12 kwietnia 2013 roku. W Polsce premiera serialu odbyła się dzień później, 13 kwietnia 2013 roku na kanale Fox.
Stacja Starz zamówiła drugi sezon Demony da Vinci, który został wyemitowany w 2014 roku.

23 lipca 2015 roku, stacja Starz ogłosiła, że trzeci sezon serialu będzie finałową serią. W październiku 2015 roku główny twórca serii David Goyer zapowiedział prace nad czwartym sezonem, który miałby zostać nakręcony w ciągu najbliższych kilku lat.

## Obsada[6]
- Tom Riley jako Leonardo da Vinci[7]
- Laura Haddock jako Lucrezia Donati[8]
- Blake Ritson jako Girolamo Riario
- Elliot Cowan jako Lorenzo Medici[9]
- Lara Pulver jako Clarice Orsini[10]
- Gregg Chillin jako Zoroaster[11]
- Hera Hilmar jako Vanessa Moschella[12]
- Eros Vlahos jako Niccolò Machiavelli[11]
- James Faulkner jako papież Sykstus IV/ Alessandro della Rovere, brat bliźniak papieża Sykstusa.
- Tom Bateman jako Giuliano Medici[13]
- David Schofield jako Piero da Vinci
- Ray Fearon jako Carlo de’ Medici
- Carolina Guerra jako Ima
- Kieran Bew jako Alfonso, Duke of Calabria
- Matthew Marsh jako Ferdynand I (król Neapolu)
- Estella Daniels jako Zita

## Role drugoplanowe
- Paul Westwood jako Niccolo Ardinghelli[11]
- Alexander Siddig jako Al-Rahim
- Erik Madsen jako Zircher[14]
- Nick Dunning jako Lupo Mercuri
- Elliot Levey jako Francesco Pazzi
- Allan Corduner jako Andrea Verrocchio
- Ian Pirie jako Captain Nazzareno Dragonetti
- Michael Elwyn jako Gentile Becchi
- Faye Johnson jako Camilla Pazzi
- Michael Culkin jako Jacopo Pazzi
- Abbie Hirst jako Allegra Pazzi
- David Sturzaker jako Bernardo Baroncelli
- Vincent Riotta jako Federico da Montefeltro
- Tom Wu jako Quon Shan
- Lee Boardman jako Amerigo Vespucci
- Hugh Bonneville jako Galeazzo Maria Sforza
- Paul Rhys jako Dracula
- Akin Gazi jako Bajazyd II

## Lista odcinków
| Seria | Seria | Odcinki | Oryginalna emisja    | Oryginalna emisja | Oryginalna emisja    | Oryginalna emisja | Oryginalna emisja |
| Seria | Seria | Odcinki | Premiera sezonu      | Finał sezonu      | Premiera sezonu      | Finał sezonu      |                   |
| ----- | ----- | ------- | -------------------- | ----------------- | -------------------- | ----------------- | ----------------- |
|       | 1     | 8       | 12 kwietnia 2013     | 7 czerwca 2013    | 13 kwietnia 2013     | 8 czerwca 2013    |                   |
|       | 2     | 10      | 22 marca 2014        | 31 maja 2014      | 7 kwietnia 2014      | 2 czerwca 2014    |                   |
|       | 3     | 10      | 24 października 2015 | 26 grudnia 2015   | 27 października 2015 | 29 grudnia 2015   |                   |